# Australoheros saquarema
Australoheros saquarema är en fiskart som beskrevs av Ottoni och Costa 2008. Australoheros saquarema ingår i släktet Australoheros och familjen Cichlidae. Inga underarter finns listade.